# Prosena nigripes
Prosena nigripes là một loài ruồi trong họ Tachinidae.